# Kotagiri
Kotagiri is een panchayatdorp in het district Nilgiris van de Indiase staat Tamil Nadu. 

## Demografie
Volgens de Indiase volkstelling van 2001 wonen er 29.184 mensen in Kotagiri, waarvan 49% mannelijk en 51% vrouwelijk is. De plaats heeft een alfabetiseringsgraad van 77%. 

## Geboren
- Sai Pallavi (1992), actrice